# Championnat du monde de patinage artistique 1904
Navigation
Mondiaux 1903 Mondiaux 1905
Le Championnat du monde de patinage artistique 1904 a lieu du 23 au 24 février 1904 à Berlin dans l'Empire allemand.

## Podium
| Épreuves                      | Or             | Argent          | Bronze        |
| ----------------------------- | -------------- | --------------- | ------------- |
| Messieurs résultats détaillés | Ulrich Salchow | Heinrich Burger | Martin Gordan |

## Tableau des médailles
| Rang  | Nation    | Or | Argent | Bronze | Total |
| ----- | --------- | -- | ------ | ------ | ----- |
| 1     | Suède     | 1  | 0      | 0      | 1     |
| 2     | Allemagne | 0  | 1      | 1      | 2     |
| Total | Total     | 1  | 1      | 1      | 3     |

## Détails de la compétition Messieurs
| Rang | Nom             | Nation    | Places | Points | Fig. impo. | Prog. libre |
| ---- | --------------- | --------- | ------ | ------ | ---------- | ----------- |
| 1    | Ulrich Salchow  | Suède     | 5      |        |            |             |
| 2    | Heinrich Burger | Allemagne | 12     |        |            |             |
| 3    | Martin Gordan   | Allemagne | 13     |        |            |             |